# پرچیلوویتسا
پرچیلوویتسا (به صربی: Prćilovica) یک منطقهٔ مسکونی در صربستان است که در الکسیناتس واقع شده‌است. پرچیلوویتسا ۲٬۴۱۰ نفر جمعیت دارد.